# Анастасія Севастова
Анастасія Севастова (латис. Anastasija Sevastova, 13 квітня 1990) — латвійська тенісистка.
Свій перший турнір WTA Севастова виграла на Portugal Open 2010.
2013 року Севастова припинила кар'єру через відсутність успіхів та травми. Вона повернулася 2015 року і за півроку виграла 4 турніри ITF. 
Найбільший успіх у турнірах Великого шолома прийшов до Анастасії на Відкритому чемпіонаті США 2016, де вона добралася до чвертьфіналу. Вона повторила це досягнення наступного, 2017 року.  А 2018 року вона пробилася до півфіналу. 
У червні 2017 року Севастова виграла свій другий турнір WTA — Mallorca Open. На тому ж турнірі вона, граючи з Єленою Янкович, пробилася до фіналу парного розряду, але перед фінальною грою, після успіху в одиночному розряді, знялася.

## Значні фінали

### Прем'єрні обов'язкові та з чільних п'яти

#### Одиночний розряд: 1 фінал
| Результат | Рік  | Турнір     | Поверхня | Супротивниця     | Рахунок  |
| --------- | ---- | ---------- | -------- | ---------------- | -------- |
| Поразка   | 2018 | China Open | Хард     | Каролін Возняцкі | 3–6, 3–6 |

## Фінали турнірів WTA

### Одиночний розряд: 8 (4 титули)
| Результат | №   | Дата           | Турнір                             | Категорія               | Поверхня | Супротивниця           | Рахунок       |
| --------- | --- | -------------- | ---------------------------------- | ----------------------- | -------- | ---------------------- | ------------- |
| Перемога  | 1.  | 8 травня 2010  | Portugal Open, Ешторил, Португалія | Міжнародний             | Ґрунт    | Арантча Парра Сантонха | 6–2, 7–5      |
| Поразка   | 1.  | 19 червня 2016 | Mallorca Open, Мальорка, Іспанія   | Міжнародний             | Трава    | Каролін Гарсія         | 3–6, 4–6      |
| Поразка   | 2.  | 17 липня 2016  | Bucharest Open, Бухарест, Румунія  | Міжнародний             | Ґрунт    | Симона Халеп           | 0–6, 0–6      |
| Перемога  | 2.  | 25 червня 2017 | Mallorca Open, Мальорка, Іспанія   | Міжнародний             | Трава    | Юлія Ґерґес            | 6–4, 3–6, 6–3 |
| Поразка   | 3.  | 24 червня 2018 | Mallorca Open                      | Міжнародний             | Трава    | Татьяна Марія          | 4–6, 5–7      |
| Перемога  | 3.  | 22 липня 2018  | Bucharest Open                     | Міжнародний             | Ґрунт    | Петра Мартич           | 7–6(7–4), 6–2 |
| Поразка   | 3–4 | Жов 2018       | China Open, КНР                    | Прем'єрний обов'язковий | Хард     | Каролін Возняцкі       | 3–6, 3–6      |
| Перемога  | 4–4 | Лип 2019       | Baltic Open, Латвія                | Міжнародний             | Ґрунт    | Катаржина Кава         | 3–6, 7–5, 6–4 |

### Парний розряд: 1 (0-1)
| Результат | №  | Дата           | Турнір                           | Поверхня | Партнерка     | Супротивниці                | Рахунок |
| --------- | -- | -------------- | -------------------------------- | -------- | ------------- | --------------------------- | ------- |
| Поразка   | 1. | 25 червня 2017 | Mallorca Open, Мальорка, Іспанія | Трава    | Єлена Янкович | Чжань Юнжань Мартіна Хінгіс | без гри |

## Зовнішні посилання
- Досьє WTA [Архівовано 4 вересня 2016 у Wayback Machine.]

| Тенісист | Це незавершена стаття про тенісиста чи тенісистку. Ви можете допомогти проєкту, виправивши або дописавши її. |